# آني بلومفيست
آني بلومفيست (بالفنلندية: Anni Blomqvist)‏ (7 أكتوبر 1909 في فنلندا - 26 يونيو 1990 في فنلندا)؛ كاتِبة وروائية فنلندية.

## روابط خارجية
- آني بلومفيست على موقع IMDb (الإنجليزية)
- آني بلومفيست على موقع قاعدة بيانات الفيلم (الإنجليزية)